# Agnathosia byrsinopa
Agnathosia byrsinopa är en fjärilsart som beskrevs av Edward Meyrick 1933. Agnathosia byrsinopa ingår i släktet Agnathosia och familjen äkta malar.
Artens utbredningsområde är Sierra Leone. Inga underarter finns listade i Catalogue of Life.